# Metapolypodium microrhizoma
Metapolypodium microrhizoma là một loài dương xỉ trong họ Polypodiaceae. Loài này được S.G.Lu & L.H.Yang mô tả khoa học đầu tiên năm 2010.
Danh pháp khoa học của loài này chưa được làm sáng tỏ. 